# Sct. Mathias Gade
Sct. Mathias Gade er strøget i Viborg bymidte og den længste af byens gågader. Blandt andet Palads Hotel, Sct. Mathias Centret og Generalkommandoen ligger i denne gade.

## Historie
Sct. Mathias Gade ligger der, hvor Sct. Mathias kirke lå indtil 1529, men den tilhørende kirkegård eksisterede frem til omkring 1642, hvor Hjultorvet nu ligger. Hver gang der senere i forbindelse med nedrivninger, omlægning og nybyggeri er blevet gravet i dette område, så sent som i 1994 da Café Morville blev etableret, dukker der skeletter frem af jorden. I Sct. Mathias Gade lå i senmiddelalderen en af Viborg fem byporte. På den tid var Sct. Mogens Gade og Sct. Mathias Gade byens to store hovedgader, og her lå også nogle af de største og bedste adels- og købmandsgårde, hvoraf mange blev ildens bytte under den store ildebrand i 1726.